# Governo búlgaro no exílio
```
   |-
       |
Erro:
:  
valor não especificado para "
nome_comum
"

   |-
       | 
Erro:
:  
valor não especificado para "
continente
"
```

O Governo Nacional Búlgaro no exílio (em búlgaro:  Българско национално правителство в изгнание, Balgarsko natsionalno pravitelstvo v izgnanie) foi um governo no exílio depois que o governo monarquista da Bulgária foi deposto em um golpe de estado apoiado pelos comunistas em 9 de setembro de 1944, e foi substituído pela Frente Pátria comunista, que mais tarde formou a República Popular da Bulgária. O governo búlgaro no exílio teve muito pouco apoio entre os búlgaros e comandou tropas búlgaras leais aos alemães. Foi dissolvido em maio de 1945, e o seu primeiro-ministro, o nacionalista búlgaro Aleksandar Tsankov, fugiu para a Argentina.

## História
Em 16 de setembro de 1944, o líder Aleksandar Tsankov fez um anúncio de rádio afirmando que: "A luta pela libertação da Bulgária do jugo judaico-bolchevique está em boas mãos. O governo nacional búlgaro apela à luta contra os opressores de nossa pátria". No entanto, o governo búlgaro no exílio sob Tsankov não teve reconhecimento internacional. Em 13 de novembro de 1944, o governo trabalhou com a Waffen-SS para criar uma unidade de voluntários búlgaros. Esta formação era conhecida como Regimento de Granadeiros Búlgaro e foi planejada para ser expandida para uma divisão. Em fevereiro de 1945, o governo búlgaro mudou-se de Viena para Altaussee e logo depois foi dissolvido, em maio. Após a Segunda Guerra Mundial, Tsankov fugiu para a Argentina e morreu em Belgrano, Buenos Aires, em 1959.

## Governo e política

### Ministros
Membros do governo: 
- Aleksandar Tsankov, primeiro-ministro
- Assen Kantardzhiev, Ministro do Interior
- Assen Tsankov, Ministro dos Negócios Estrangeiros
- Hristo Statev, Ministro da Educação e Propaganda
- Ivan Rogozarov, Ministro das Finanças e do Trabalho
- Nikola Kostov, ministro sem pasta